# مجمع الملك سلمان للحديث النبوي الشريف
مجمع الملك سلمان للحديث النبوي الشريف يُعنى بخدمة الحديث النبوي الشريف وعلومه جمعًا وتصنيفًا وتحقيقًا ودراسةً، له مجلس علمي، يضم عددا من علماء الحديث مقره المدينة المنورة، أعلن عنه بأمر ملكي في يوم 27 محرم 1439 هـ الموافق 17 أكتوبر 2017 م وتعيين الشيخ محمد بن حسن آل الشيخ عضواً لـهيئة كبار العلماء، ورئيساً للمجلس العلمي للمجمع.

## أهداف المجمع
وفقا للمادة الثالثة من تنظيم مجمع خادم الحرمين الشريفين الملك سلمان بن عبد العزيز آل سعود للحديث النبوي الشريف الصادر بقرار مجلس الوزراء رقم (325) وتاريخ 1441/5/12هـ، فإن المجمع يهدف إلى تحقيق ما يأتي:
1. بيان عِظَم مكانة السنة النبوية، كونها المصدر الثاني للتشريع الإسلامي بعد القرآن الكريم، وتقديمها إلى العالم أجمع بصورتها الصحيحة الصالحة لكل زمان ومكان.
2. خدمة السنة النبوية وعلومها جمعاً وتصنيفاً وتحقيقاً ودراسةً ونشراً.
3. حماية السنة النبوية من أيِّ تجاوزٍ في الفهم أو الاستدلال، وتعزيز مفاهيم الوسطية والاعتدال ومكافحة مسبِّبات الغلو والتطرف والإرهاب.

## نشاطات المجمع
وفقا للمادة الرابعة من تنظيم مجمع خادم الحرمين الشريفين الملك سلمان بن عبد العزيز آل سعود للحديث النبوي الشريف الصادر بقرار مجلس الوزراء رقم (325) وتاريخ 1441/5/12هـ، فإن "للمجمع في سبيل تحقيق أهدافه القيام -دون حصر- بما يأتي:
1. جمع الأحاديث النبوية الشريفة المتواترة والثابتة، وتحقيقها، وتوثيقها؛ في كتاب واحد ونشره بعدة لغات.
2. إعداد معاجم وفهارس شاملة للأحاديث النبوية الشريفة، وإعداد موسوعات للمتون وتراجم رواة الحديث النبوي الشريف.
3. إقامة مؤتمرات وندوات وأنشطة عن الحديث النبوي الشريف، وتنظيمها، وفقاً للإجراءات المنظمة لذلك.
4. المشاركة في المؤتمرات والندوات والأنشطة المحلية والدولية الداخلة في مجال اختصاصه، وفقاً للإجراءات المنظمة لذلك.
5. التعاون مع المراكز العلمية المتخصصة في الحديث النبوي الشريف؛ لتحقيق أهداف المجمع من خلال تبادل المعلومات والخبرات.
6. إصدار مجلة علمية محكّمة متخصصة في الحديث النبوي الشريف وعلومه.
7. إنشاء مكتبات متخصصة في الحديث النبوي الشريف وعلومه.
8. إقامة مسابقات علمية في الحديث النبوي الشريف وعلومه.
9. استثمار أحدث التقنيات والبرمجيات في خدمة الحديث النبوي الشريف وعلومه.
10. تطوير المناهج والأساليب والأدوات العلمية لخدمة الحديث النبوي الشريف وعلومه.
11. وضع برامج للعناية بالنوابغ والمتخصصين في الحديث النبوي الشريف وعلومه، وتأهيلهم.[4]